# 道の駅越前
道の駅越前（みちのえき えちぜん）は、福井県丹生郡越前町厨（くりや）にある国道305号の道の駅である。

## 施設
- 駐車場
  - 大型車：11台[5]
  - 小型車：157台[5]
  - 身障者用：4台[5]
- トイレ 11器
  - 男性 5器
  - 女性 4器
  - 身障者用 2器
- 道の駅「越前」アンテナショップ（売店、9:00 - 17:00）
- お食事処 かねいち 道の駅店（レストラン、9:00 - 17:00）[5]
- 越前観光案内所（越前町観光連盟運営、9:00 - 18:00）
- にぎわい広場[6]
- アクティブハウス越前（プール、11:00 - 17:00）[5]
- 越前温泉露天風呂「漁火」[7]（日帰り入浴施設、11:00 - 21:00）[5]

### 管理団体
- 設置者：越前町
- 指定管理者：一般財団法人越前町公共施設管理公社[8]

## 休館日
- 毎週火曜日[7]（祝日の場合は翌日、11月から2月は第2・第4火曜日）[5]

## アクセス
- 国道305号（国道417号重複） - 登録路線
  - 福井県道4号越前宮崎線

いずれも福井鉄道（福鉄バス）。以下の路線バスのほかに、2021年（令和3年）より福井駅と道の駅越前を結ぶ「越前がにバス」（越前町が福井鉄道に運行を委託）が運行されている（冬季の特定期間に運行、乗車には予約が必要。詳細は福井鉄道の公式サイトなどを参照）。
- ハピラインふくい線 武生駅・福井鉄道福武線 たけふ新駅より武生越前海岸線で、道の駅「越前」バス停下車[12]。

## 周辺
- 越前がにミュージアム
- 越前海鮮市場